# Tyrone Smith (athlétisme)
Pour les articles homonymes, voir Tyrone Smith.
Tyrone Smith (né le 7 août 1984 à Paget) est un athlète bermudien, spécialiste du saut en longueur.

## Carrière
Médaillé de bronze lors des Championnats d'Amérique centrale et des Caraïbes de 2008, il participe aux Jeux olympiques de Pékin où il échoue à trois centimètres seulement de la finale (7,91 m en qualifications). Il est éliminé à nouveau au stade des qualifications lors des Championnats du monde 2009.
Il établit un nouveau record national des Bermudes du saut en longueur lors de la saison 2010 en atteignant 8,22 m lors de sa victoire aux Jeux d'Amérique centrale et des Caraïbes. Sélectionné dans l'équipe des Amériques lors de la première édition de la Coupe continentale, à Split, le Bermudien se classe cinquième du concours avec un bond à 7,91 m.
En juillet 2011, toujours à Mayagüez, Tyrone Smith remporte les Championnats d'Amérique centrale et des Caraïbes avec 8,06 m. En 2012, il atteint la finale des Jeux olympiques de Londres et y finit dernier avec 7,70 m.
En 2014, il prend la huitième place de la finale des Jeux du Commonwealth. En 2015, il saute 8,20 m et finit quelque temps après quatrième aux Jeux panaméricains (8,07 m). Aux Championnats du monde de Pékin, il prend une décevante 10e place avec une performance de 7,79 m.
Le 5 juin 2016, il se classe 4e du Birmingham Grand Prix avec 8,18 m, saut 3e meilleur saut de sa carrière. Le 5 août 2016, il est le porte-drapeau des Bermudes lors de la cérémonie d'ouverture des Jeux olympiques de 2016 à Rio mais ne passe pas le cap des qualifications (7,81 m).
Le 5 mai 2017, Tyrone Smith bat son record personnel et national de 2010 (8,22 m) en réalisant un énorme bond à 8,34 (+ 2,0 m/s). Cette performance le place à l'actuelle 3e place des bilans mondiaux et lui permet de se qualifier pour les championnats du monde de Londres. Lors des qualifications des championnats du monde de Londres, le 4 août, il saute 7,88 m et est le premier athlète non-qualifié pour la finale.
Il remporte la médaille d’argent lors des Jeux d'Amérique centrale et des Caraïbes de 2018 avec un saut à 8,03 m, son meilleur de la saison, à 4 cm du vainqueur, le Jamaïcain Ramone Bailey.

## Vie privée
Tyrone Smith entretient une relation amoureuse avec la perchiste américaine Sandi Morris, vice-championne olympique en 2016. Ils se fiancent le 30 août 2018 lors de la finale de la ligue de diamant 2018.

## Palmarès
| Date | Compétition                              | Lieu                               | Résultat | Marque  |
| ---- | ---------------------------------------- | ---------------------------------- | -------- | ------- |
| 2006 | Championnats NACAC espoirs               | Saint-Domingue                     | 3e       | 7,90 m  |
| 2007 | Championnats NACAC                       | San Salvador                       | 7e       | 7,38 m  |
| 2008 | Champ. d'Am. centrale et des Caraïbes    | Cali                               | 3e       | 7,80 m  |
| 2010 | Jeux d'Amérique centrale et des Caraïbes | Mayagüez                           | 1er      | 8,22 m  |
| 2010 | Coupe continentale                       | Split                              | 5e       | 7,91 m  |
| 2010 | Jeux du Commonwealth                     | New Delhi                          | 5e       | 7,76 m  |
| 2011 | Champ. d'Am. centrale et des Caraïbes    | Mayagüez                           | 1re      | 8,06 m  |
| 2012 | Jeux olympiques                          | Londres                            | 12e      | 7,70 m  |
| 2014 | Jeux du Commonwealth                     | Glasgow                            | 8e       | 7,79 m  |
| 2014 | Jeux d'Amérique centrale et des Caraïbes | Veracruz                           | 11e      | 7,17 m  |
| 2015 | Jeux panaméricains                       | Toronto                            | 4e       | 8,07 m  |
| 2015 | Championnats du monde                    | Pékin                              | 10e      | 7,79 m  |
| 2017 | Circuit mondial en salle de l'IAAF       | Circuit mondial en salle de l'IAAF | 3e       | détails |
| 2018 | Championnats du monde en salle           | Birmingham                         | 11e      | 7,75 m  |
| 2018 | Jeux du Commonwealth                     | Gold Coast                         | 10e      | 7,79 m  |
| 2018 | Jeux d'Amérique centrale et des Caraïbes | Barranquilla                       | 2e       | 8,03 m  |
| 2018 | Championnats NACAC                       | Toronto                            | 4e       | 7,98 m  |
| 2019 | Jeux panaméricains                       | Lima                               | 5e       | 7,74 m  |

## Records
| Épreuve          | Épreuve   | Marque      | Lieu       | Date            |
| ---------------- | --------- | ----------- | ---------- | --------------- |
| Saut en longueur | Plein air | 8,34 m (NR) | Houston    | 5 mai 2017      |
| Saut en longueur | En salle  | 7,83 m (NR) | Birmingham | 18 février 2017 |